# Râul Buhai

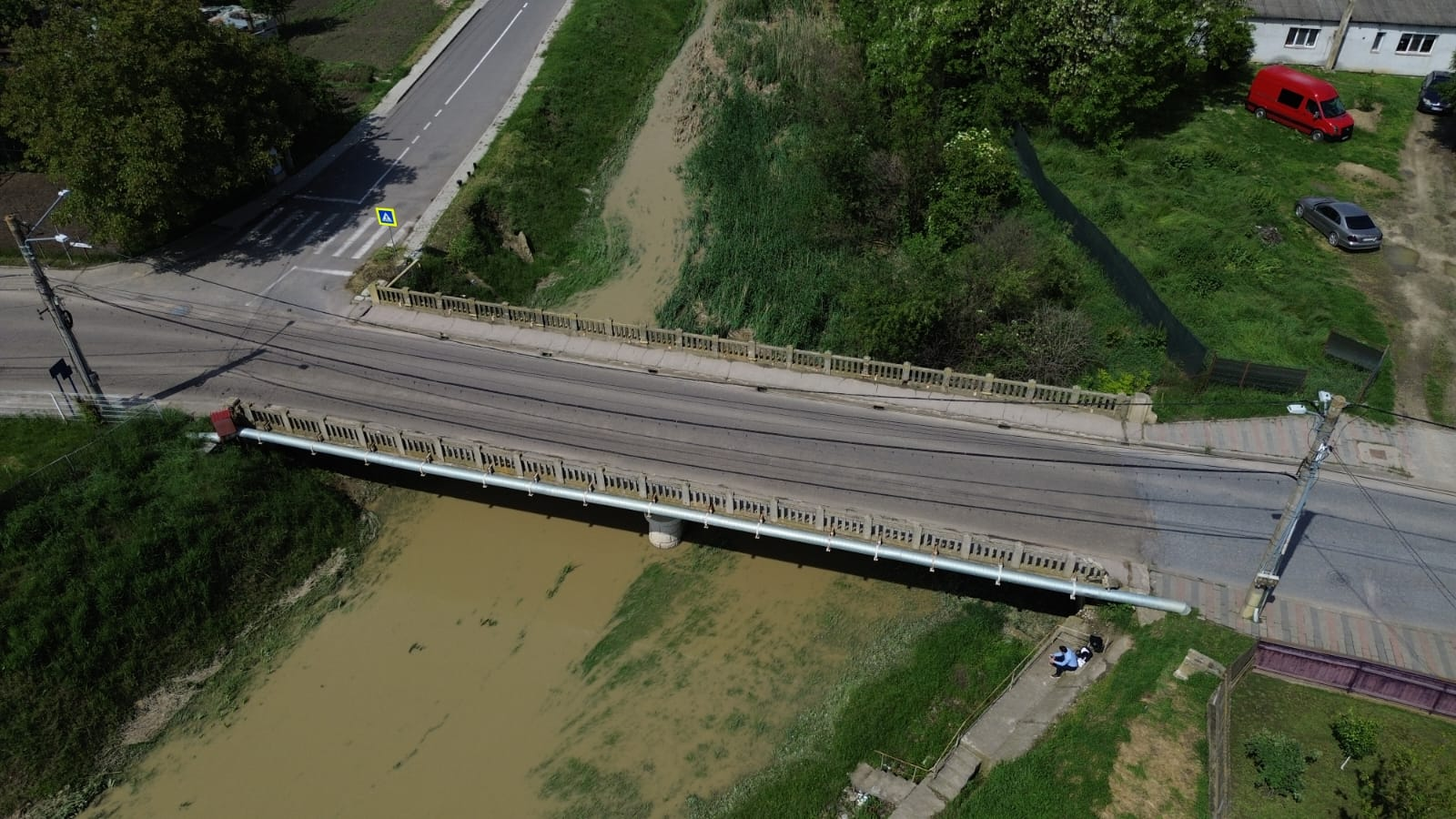
Râul și Podul Buhai la Dorohoi

Râul Buhai este un curs de apă, afluent al râului Jijia. 

## Hărți
- Harta Județului Botoșani